# Jean Bouchet
Jean Bouchet  (* 31. Januar 1476 in Poitiers; † 1557 ebenda) war ein französischer Schriftsteller und Historiker.

## Leben und Werk
Bouchet hielt sich von 1498 bis 1507 am Hof des Königs Ludwig XII. in Lyon auf. Dann war er Jurist in Poitiers und Historiker der Familie La Trémoille. Sein historisches Hauptwerk sind die Annales d’Aquitaine. Daneben war Bouchet ein sehr fruchtbarer Schriftsteller. Sein Buch Les Regnars traversant les perilleuses voies des folles fiances du monde wurde wegen der Ähnlichkeit mit dem Narrenschiff fälschlich dessen Autor Sebastian Brant zugeschrieben. In einem Kolloquium von 2001 über die Bedeutung des Poitou für Rabelais wurde Bouchet als Freund von Rabelais gewürdigt. Poetisch gilt Bouchet als der letzte der „Grands Rhétoriqueurs“ (Paul Zumthor). Als Beispiel seiner zahlreichen moralisierenden Texte können die Epistres Morales et Familieres du Traverseur genannt werden (Traverseur ist Pseudonym des Autors, wegen des konstanten Motivs der Initiationsreise in vielen seiner Werken). 
Obwohl ein Autor der zweiten Reihe, erfuhr Bouchet seit den bahnbrechenden Arbeiten von Paul Zumthor, Michael Screech und Jennifer Britnell von Seiten der Forschung erhebliche Aufmerksamkeit.

## Werke (moderne Ausgaben)
- La déploration de l’Église militante, kritisch hrsg. von Jennifer Britnell, Genf, Droz, 1991.
- Le Temple de Bonne Renommée, kritisch hrsg. von Giovanna Bellati, Mailand, Vita e pensiero, 1992.

### Gesammelte Werke
- Le Jugement poetic de l’honneur femenin et sejour des illustres claires et honnestes Dames (Poitiers, 1538), kritisch hrsg. von Adrian Armstrong, Paris, Champion, 2006 (Œuvres complètes 1).
- Le Labirynth de fortune et Sejour des trois nobles dames (1522), hrsg. von Pascale Chiron und Nathalie Dauvois, Paris, Classiques Garnier, 2015 (Œuvres complètes 2).

#### Geplant
- Les Regnars traversant les perilleuses voies des folles fiances du monde, Paris, A. Vérard, [1503–1504].
- Epistre envoyee par feu Henry roy d’Angleterre à Henry son filz huytiesme de ce nom.
- Les Annales d’Aquitaine, Poitiers, E. de Marnef et J. Bouchet, 1524.
- Le Panegyric du Chevallier sans reproche, Poitiers, J. Bouchet, 1528.
- Epistres Morales et Familieres du Traverseur, Poitiers, Jacques Bouchet et J. et E. de Marnef, 1545.
- Les Triomphes du treschrestien, trespuissant et invictissime Roy de France, Francois premier de ce nom, Poitiers, J. et E. de Marnef, 1550.

### Handbuchliteratur
- Anthologie poétique française. XVIe siècle, hrsg. von Maurice Allem, 2 Bde., Paris, Garnier-Flammarion, 1965 (1, S. 66–69).
- Marie Madeleine Fontaine: Bouchet, Jean, in: Dictionnaire des écrivains de langue française, hrsg. von Jean-Pierre Beaumarchais, Daniel Couty und Alain Rey, Paris, Larousse, 2001, S. 237.